# KFUM Blackebergs IK
KFUM Blackebergs IK, ofta kallat Blackeberg Basket, är en idrottsklubb i Västerort inom Stockholms kommun.
Föreningen bildades 1953 i Blackeberg av bland andra Lars-Åke Nilsson och har drygt 1 000 aktiva medlemmar. Klubben har haft framgångar i basket och var en tid med i basketföreningen 08 Stockholm Human Rights, men har numera valt att lägga all energi på den egna ungdomsverksamheten och att vara en plantskola för unga baskettalanger.